# Moritz Brosig
Moritz Brosig (ur. 15 października 1815 w Lisich Kątach (niem. Fuchswinkel), zm. 24 stycznia 1887 we Wrocławiu) – niemiecki muzyk, śląski organista i kompozytor. Nauki pobierał u Franza Wolffa, katedralnego organisty we Wrocławiu. Na Uniwersytecie Wrocławskim zdobył doktorat z filozofii. Był twórcą muzyki sakralnej o wykształconym własnym profilu, komponował chóralne nieszpory z towarzyszeniem innych instrumentów. Do historii muzyki wszedł przede wszystkim jako autor utworów organowych.

## Pochodzenie
Urodził się we wsi Lisie Kąty koło Paczkowa. Pochodził z niezamożnej rodziny. Jego zainteresowanie muzyką zainteresowało właścicieli pałacyku w Lisich Kątach, gdzie później grywał do mszy w kaplicy przypałacowej.

## Edukacja
Studiował pod kierunkiem organisty katedry wrocławskiej Franza Wolfa. W roku 1842 został jego następcą (1853–1884 – był Wrocławskim Kapelmistrzem Katedralnym). W roku 1853 po śmierci dyrygenta chóru katedralnego objął jego stanowisko. Uzyskawszy tytuł doktora filozofii, został po śmierci Baumgarta drugim dyrektorem muzycznym Uniwersytetu Wrocławskiego i wykładowcą Królewskiego Instytutu Muzyki Kościelnej tejże uczelni.

## Działalność
W latach 1868–1871 – piastował funkcję kierownika sekcji stowarzyszenia św. Cecylii w diecezji wrocławskiej. 

## Twórczość
Kompozycje Moritza Brosiga znane były i cenione w niemieckojęzycznej środkowej Europie II połowy XIX wieku, a wykonywane na całym kontynencie. Brosig należał do czołowych przedstawicieli tzw. szkoły wrocławskiej.
Twórczość Brosiga to głównie utwory organowe o tematyce sakralnej:
- 9 mszy z orkiestrą;
- jedna 5-głosowa z organami;
- 2 nieszpory;
- 7 zeszytów graduałów i offertoriów;
- Requiem;
- kilka kompozycji hymnów;
- Ponad 20 zeszytów kompozycji organowych;
- melodie do śpiewnika diecezji wrocławskiej;

Napisał także opracowania dotyczące:
- teoria modulacji,
- mała nauka harmonii,
- praca historyczna o kompozycjach kościelnych XVI i XVII wieku.

## Festiwale z udziałem muzyki kompozytora
- W kościołach gminy Paczków odbywa się „Paczkowski Festiwal Muzyki Organowej i Kameralnej im. Moritza Brosiga”;
- Koncerty organowe we Wrocławiu i Kątach Wrocławskich